# Farizon Fengrui
Farizon Fengrui (锋锐) — серия мало- и среднетоннажных грузовых электромобилей, продающихся китайской компанией Geely Auto под брендом Farizon.

## Farizon Fengrui E200

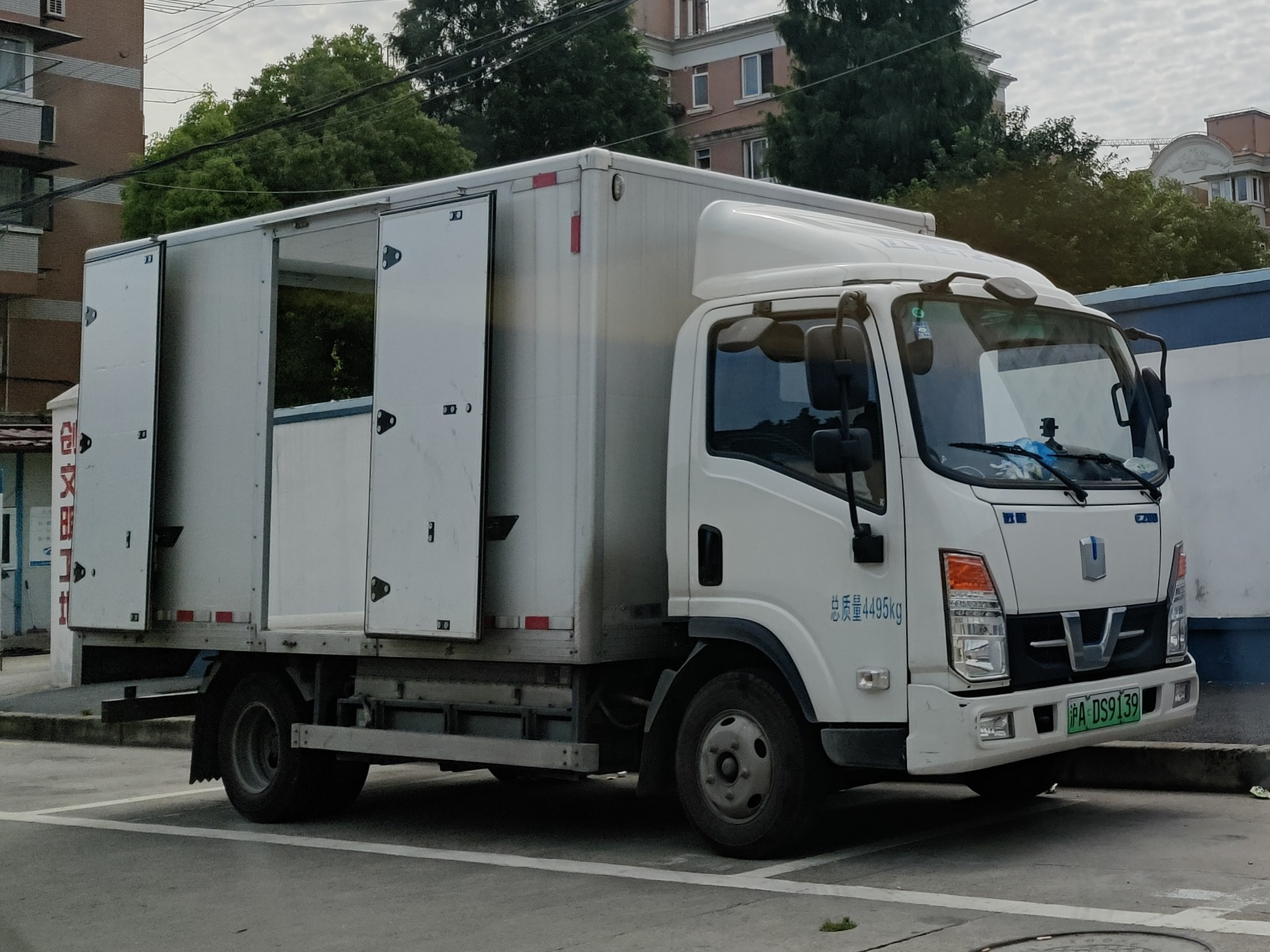
Farizon E200

## Farizon Fengrui E200S
До 2022 года V5E выпускался под названием E200S и продавался с кузовами рефрижератор, фургон и пикап с плоской платформой. Все варианты оснащены аккумулятором CATL ёмкостью 66,8 кВт·ч.

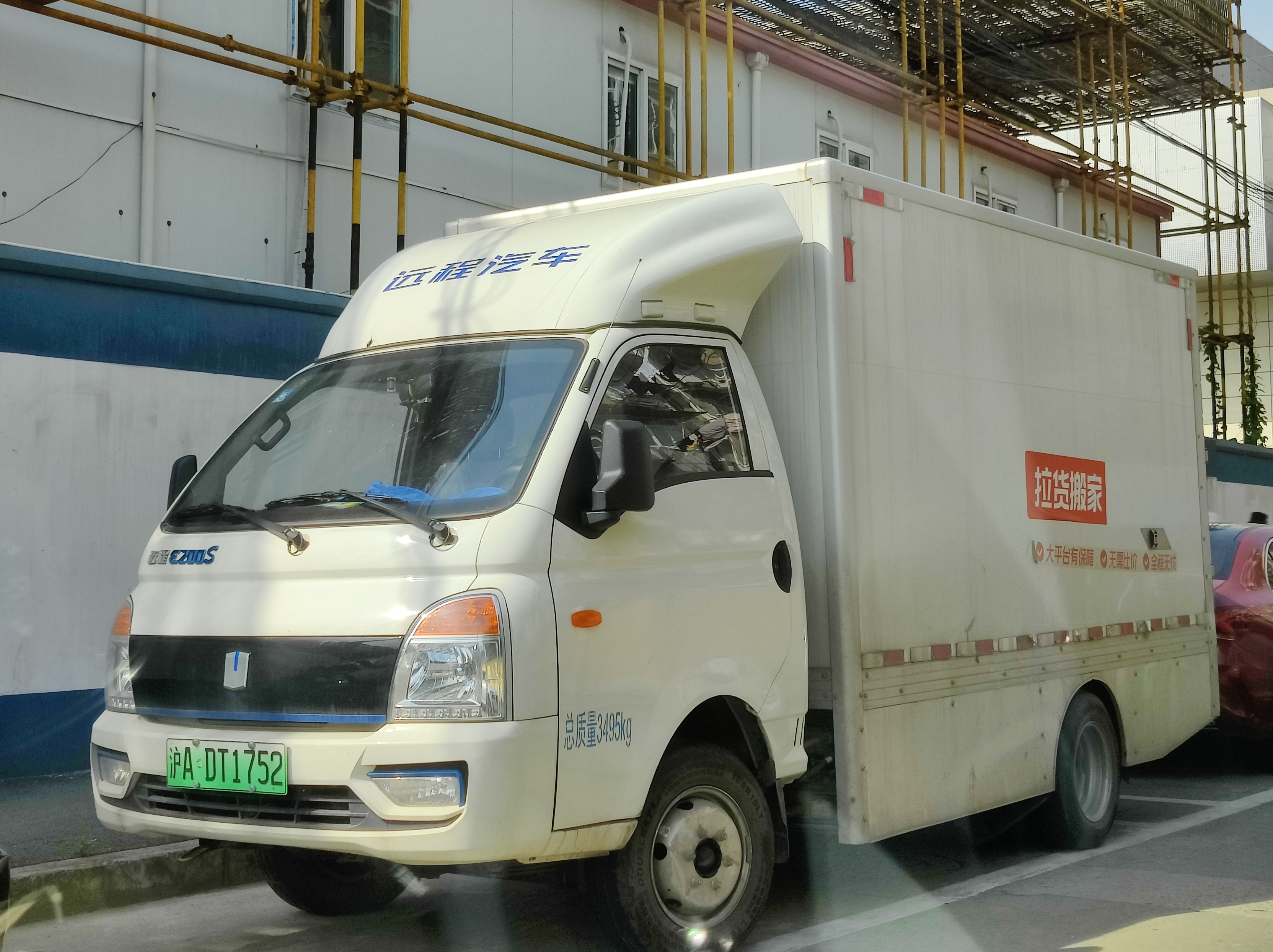
Farizon E200S

## Farizon Fengrui E200X

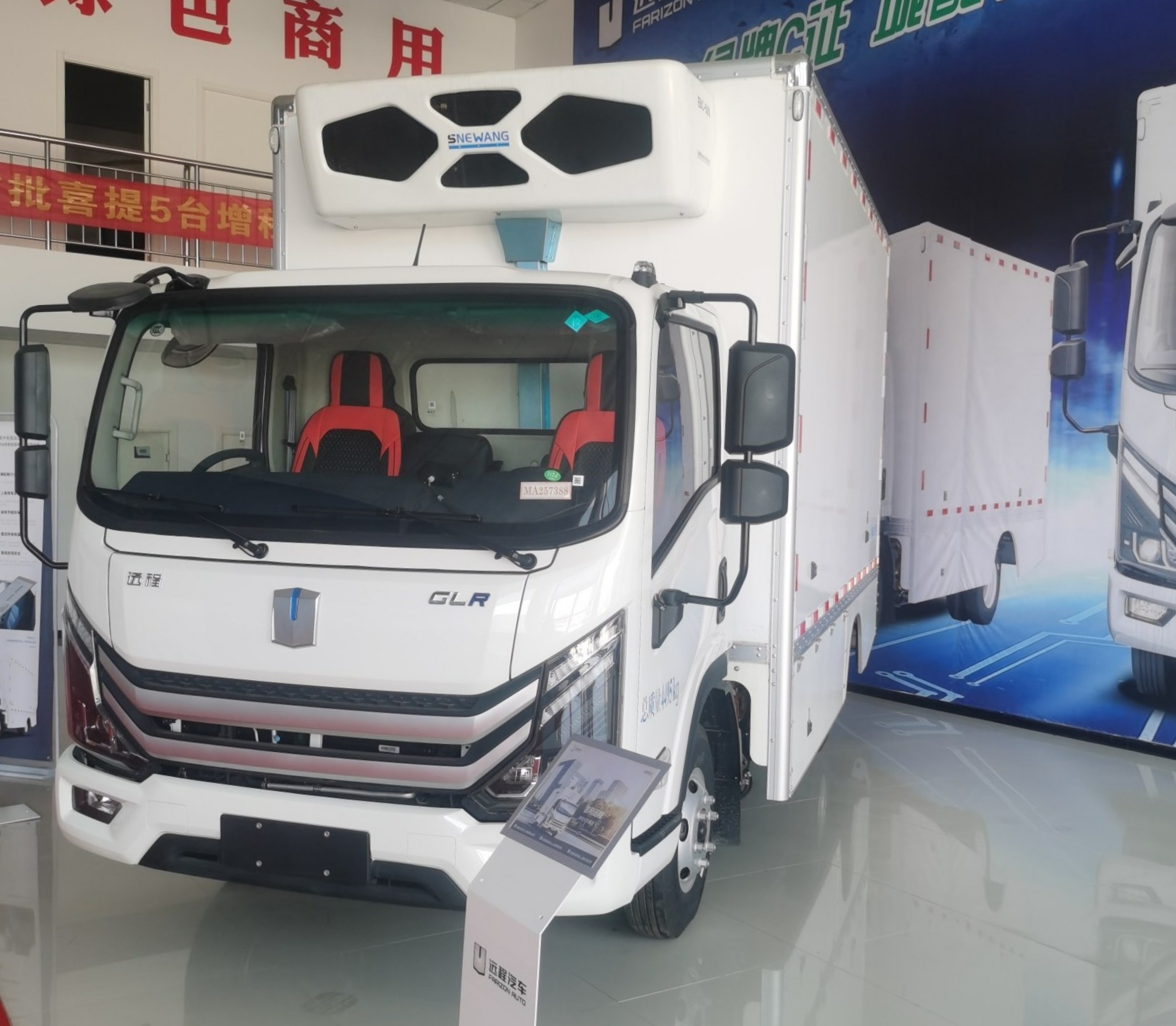
Farizon E200X

## Farizon Fengrui V5E
В ноябре 2022 года E200S был переименован в V5E. Он имеет размеры и дизайн кузова, идентичные E200S. Ёмкость аккумулятора CATL составляет 66,8 кВт·ч, а крутящий момент электродвигателей — до 255 Н·м.

## Farizon Fengrui F3E
Farizon Fengrui F3E — сверхмощный лёгкий грузовой автомобиль на базе десятого поколения Suzuki Carry, выпускающийся с августа 2022 года. Он оснащён аккумулятором CATL мощностью 55,7 кВт и электродвигателем мощностью 80 кВт.

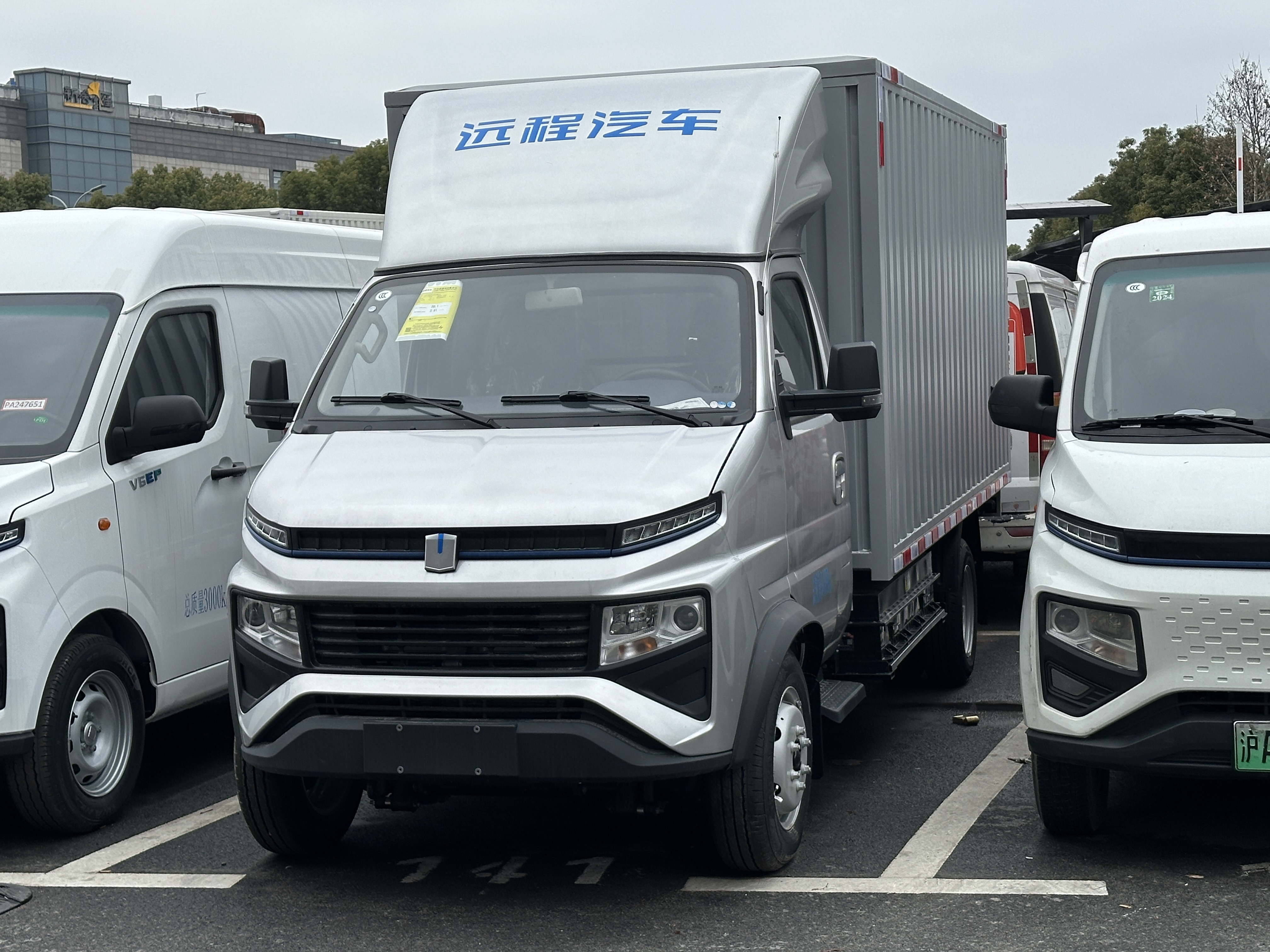
Farizon Fengrui F3E
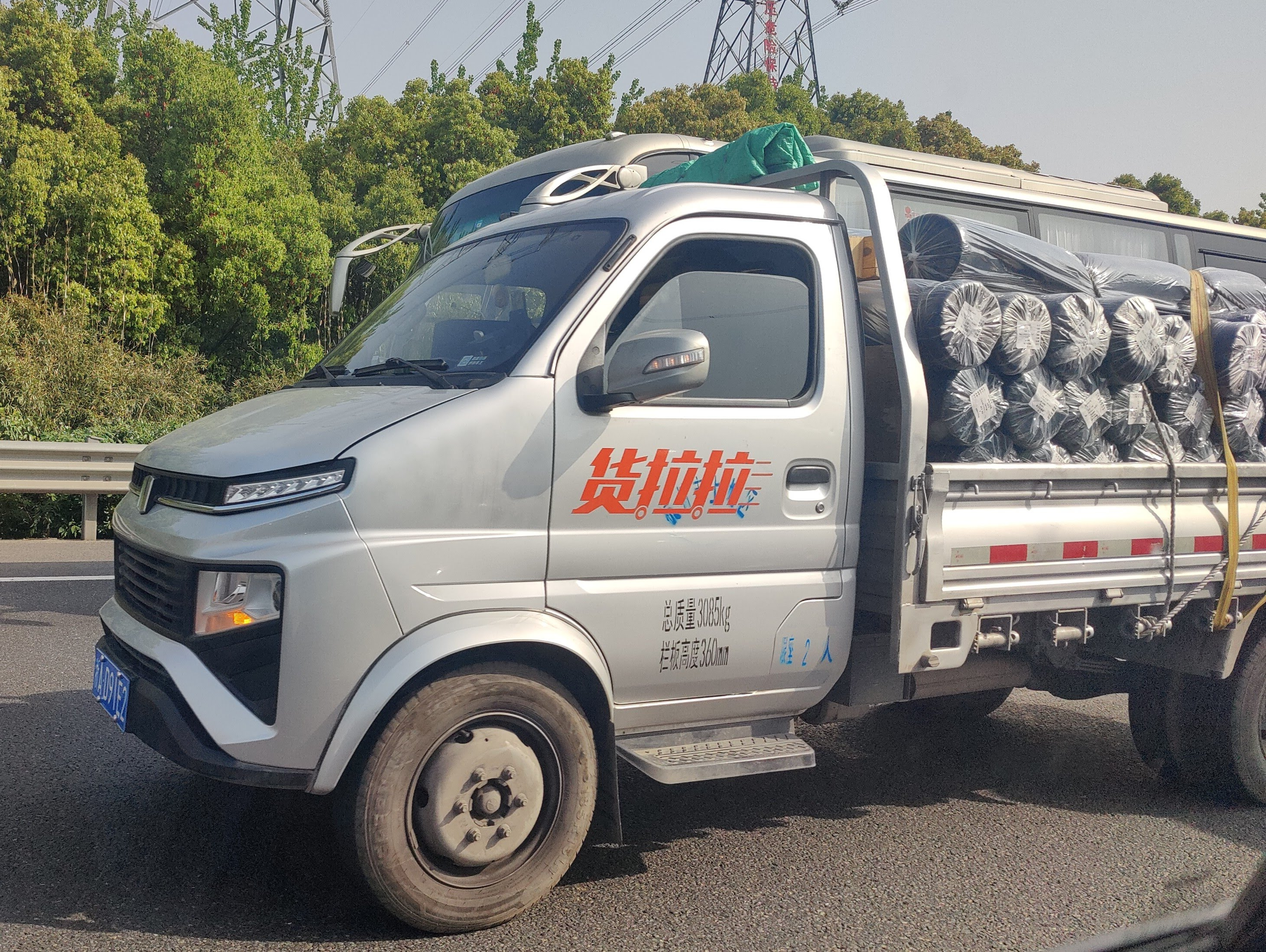
Farizon Fengrui F3E
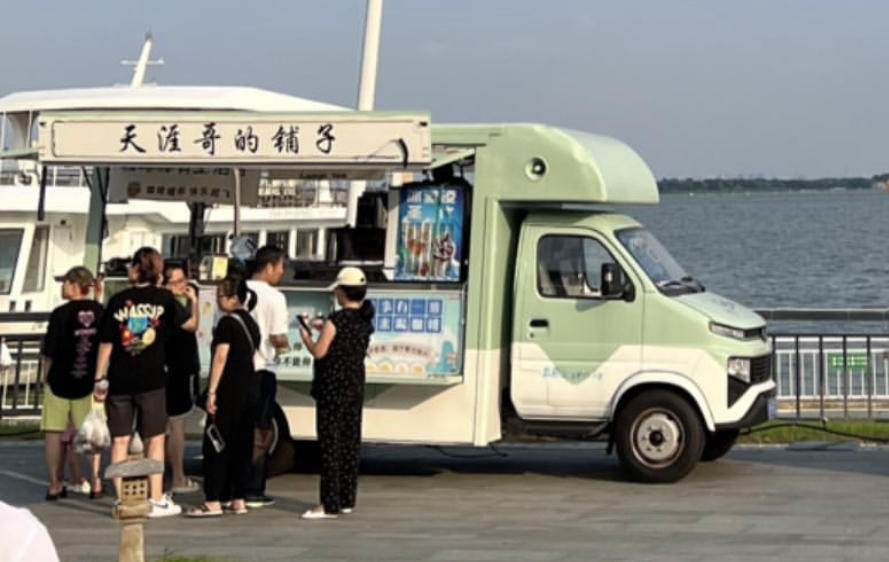
Фудтрак